# Siegfried Tromaier
Siegfried Tromaier (* 15. Juni 1964 in Gleisdorf; † 15. Februar 2025) war ein österreichischer Politiker (SPÖ), Maschinenschlosser und Universalschweißer.
Von 25. Oktober 2005 bis Juni 2015 vertrat er die SPÖ im Steiermärkischen Landtag. Er wohnte in Hirnsdorf und war Arbeiterkammerrat sowie Zentralbetriebsratsvorsitzender der Andritz Hydro in Österreich.